# Licinus punctatulus
Licinus punctatulus es una especie de escarabajo de la familia Carabidae.

## Distribución geográfica
Se distribuye por el paleártico: Europa, el Magreb, las islas Canarias (España) y Azores (Portugal).